# انور بودجاکدجی
انور بودجاکدجی (انگلیسی: Anwar Boudjakdji؛ زادهٔ ۱ سپتامبر ۱۹۷۶) بازیکن فوتبال اهل الجزایر بود.
از باشگاه‌هایی که در آن بازی کرده‌است می‌توان به باشگاه فوتبال شباب بلوزداد، باشگاه فوتبال مولودیه وهران، و باشگاه فوتبال القبائل اشاره کرد.
وی همچنین در تیم ملی فوتبال الجزایر بازی کرده‌است.